# Kristoffer Ericson
Kristoffer Ericson, född 23 oktober 1978 i Eksjö är en svensk fri mjukvaru-utvecklare som främst är känd för att grundat Jlime. Eftersom JLimeprojektet fokuserar sig kring SuperH och armarkitekturerna är han även en aktiv linuxkärnutvecklare.
Han var en medlem i bandet Dubius och sägs också skapat Gentoo Linux 2004-låten.

## Biografi
- 2003 - Grundande JLime
- 2006 februari - Developer rättigheter på Openenembedded
- 2006 augusti  - Officiell maintainer för HP Jornada 710/720/728 hårdvaran